# Piewiki

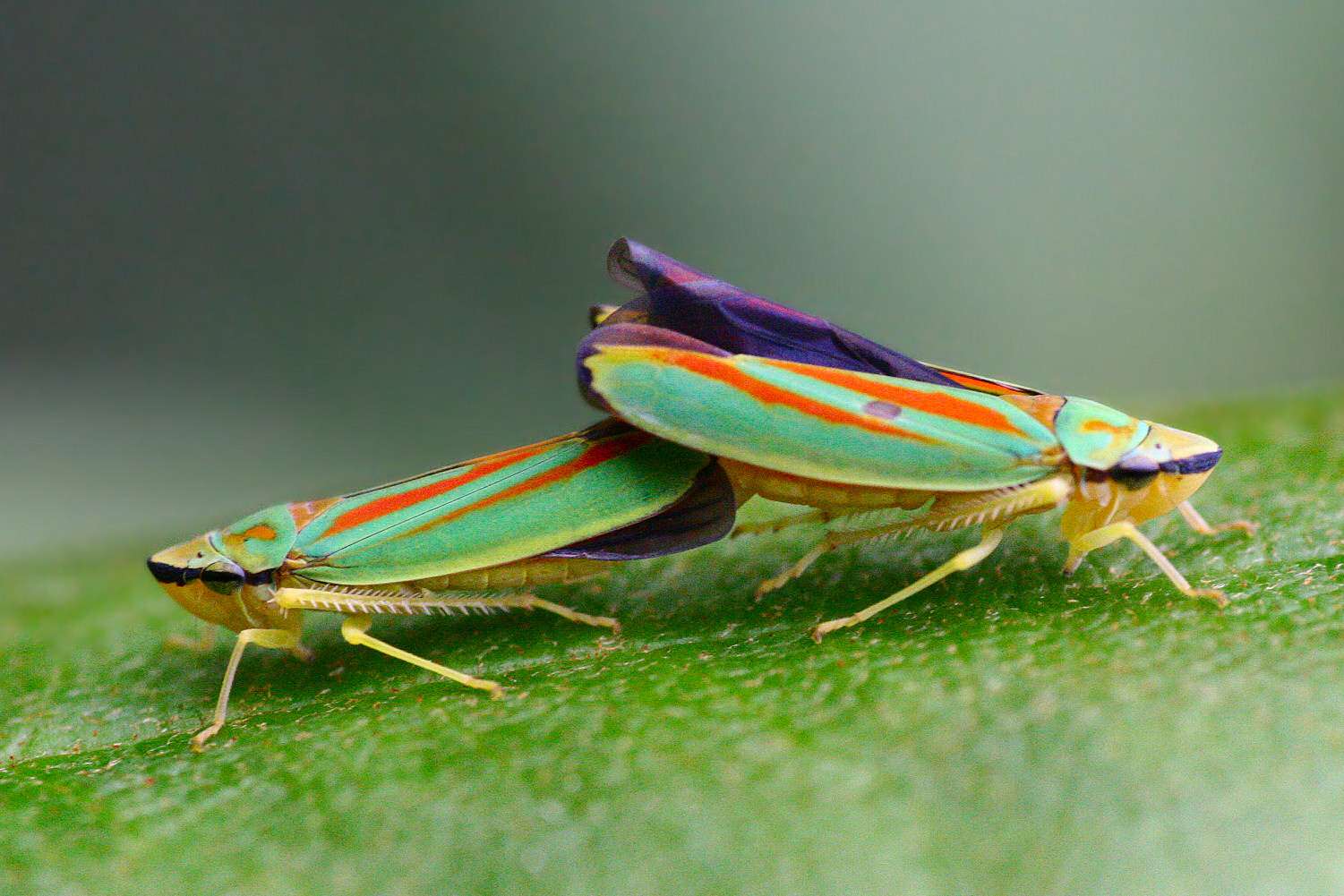
Kopulująca parka skoczków różanecznikowych (Graphocephala fennahi)

Piewiki, skoczki (Auchenorrhyncha) – podrząd pluskwiaków o niepewnym monofiletyzmie; współcześnie często zastępowany dwoma podrzędami: cykadokształtnych i fulgorokształtnych. W sumie obejmuje ponad 45 000 opisanych gatunków. Takson kosmopolityczny. Należą tu fitofagi ssące i nieliczne mykofagi. Wśród dorosłych szeroko rozpowszechnione są zdolności wydawania i odbierania dźwięków oraz wykonywania skoków.

## Opis
Pluskwiaki o ciele długości od 1 do 95 mm (zwykle poniżej 10 mm), zazwyczaj owalnym lub podługowatym w obrysie, ale w niektórych grupach występują duże wyrostki na głowie lub przedpleczu, nadające ciału rozmaite kształty. Głowa jest hipognatyczna, ruchomo połączona z przedtułowiem, wyposażona w kłująco-ssący aparat gębowy. Warga górna przekształcona jest w kłujkę (rostrum) wyrastającą z tylno-brzusznej powierzchni głowy. Pod powiększonym nadustkiem znajduje się cribarium funkcjonujące jak pompa ssąca. Czułki mają biczyk przypominający wyglądem szczecinkę. Czoło jest pierwotnie dobrze zaznaczone, ale wtórnie może się zlewać z tyłem nadustka, tworząc forntoclypeus.
Boki przedplecza są podwinięte na spód, a jego tył mniej lub bardziej zachodzi na śródplecze. Skrzydła w spoczynku złożone są dachowato nad ciałem. W locie są połączone aparatem czepnym złożonym z zagiętej ku dołowi fałdki na skrzydle przednim i wygiętego ku górze płata na skrzydle tylnym. Przednia para skrzydeł zwykle jest błoniasta. Niektóre formy mogą mieć skrzydła zredukowane.
Odwłok 11-segmentowy, ale u imagines widać 9–10 segmentów. Początkowe jego segmenty są zmodyfikowane i zawierają narządy tympanalne oraz narządy wydające dźwięki. U samców dziewiąty segment odwłoka tworzy komorę genitalną ograniczoną płatami pygoforu i płytką subgenitalną. Zawiera ona nieparzysty edeagus (prącie) oraz parę paramer lub harpagonów. Samice mają pokładełko złożone z 3 par walw, które może być jednak zredukowane.

## Biologia i występowanie
Takson kosmopolityczny, najliczniejszy w tropikach i subtropikach, ale niektóre gatunki sięgają rejonów arktycznych i antarktycznych.
Prawie wszyscy przedstawiciele grupy odżywiają się ssąc płyn z roślin. Nieliczne żerują na grzybach. Większość wykazuje specjalizację do pojedynczego rodzaju lub gatunku rośliny żywicielskiej. Większość gatunków jest stosunkowo osiadłych, ale niektóre dokonują corocznych migracji na odległości setek kilometrów.
Piewiki namierzają partnerów dzięki wydawanym przez nich sygnałom dźwiękowym, a kopulują zwykle w pozycji o kształcie litery V. U kilku gatunków znana jest partenogeneza. Samica składa jaja w grupach lub pojedynczo, w lub na roślinach żywicielskich, rzadziej w glebie, ściółce lub na powierzchni kamieni. Larwy niektórych gatunków rozwijają się w glebie czy też chronią we własnych wydzielinach. Ich rozwój trwa od kilku tygodni do 17 lat. Dorosłe niektórych gatunków wykazują troskę rodzicielską o potomstwo.
Piewiki stanowią pokarm licznych zwierząt owadożernych. Padają także ofiarami pasożytów i parazytoidów takich jak: motyle z rodziny Epipyropidae, muchówki z rodziny Pipunculidae, błonkoskrzydłe z rodzin Dryinidae, złotolitkowatych, Embolemidae i grzebaczowatych oraz wachlarzoskrzydłe i nicienie. Na jajach piewików pasożytują błonkówki kruszynkowate i rzęsikowate.
Dorosłe piewiki, z wyjątkiem rodziny piewikowatych, potrafią dobrze skakać, a wiele dobrze latać, w związku z czym ucieczka jest ich strategią obronną przed drapieżnikami. Inne strategie obejmują m.in. maskujące ubarwienie i kształt ciała, mimikrę jadowitych stawonogów, czy też korzystanie z ochrony mrówek.

## Systematyka i filogeneza

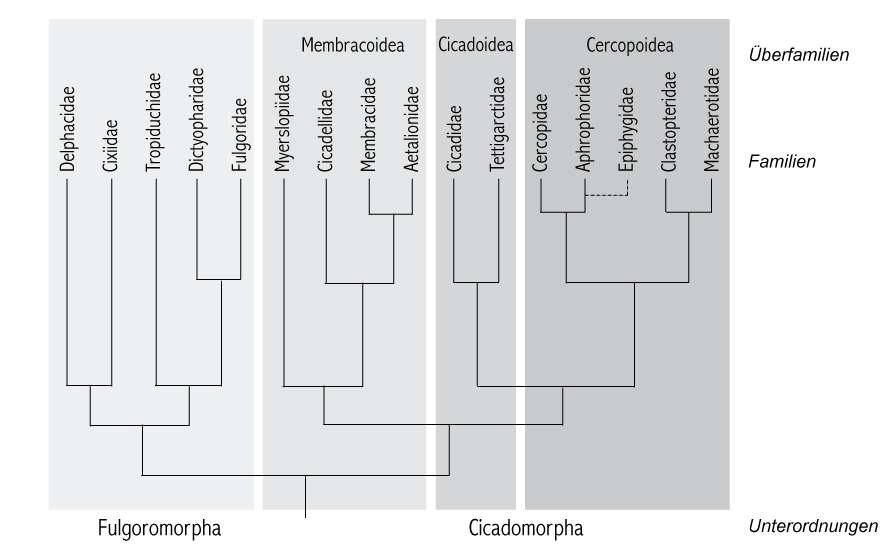
Filogeneza według Jasona R. Cryana, 2005

Dotychczas opisano ponad 45 tysięcy gatunków piewików. W zapisie kopalnym ich przedstawiciele znani są od wczesnego permu (280 milionów lat temu).
Tradycyjnie piewiki klasyfikowane były jako najliczniejszy w gatunki podrząd rzędu pluskwiaków równoskrzydłych. Później okazało się, że pluskwiaki równoskrzydłe są grupą parafiletyczną, a piewiki są bliżej spokrewnione z pluskwiakami różnoskrzydłymi niż z piersiodziobymi. Piewikom nadano więc rangę podrzędu w obrębie pluskwiaków, jednak monofiletyzm samych piewików również jest przedmiotem dyskusji i wielu specjalistów wynosi należące doń fulgorokształtne i cykadokształtne do rangi odrębnych podrzędów. Na parafiletyzm lub polifiletyzm piewików wskazują m.in. wyniki badań Goodchilda z 1966, Bourgoina z lat 1986–1993, Campbella i innych, Sorensena i innych z 1995, Bourgoina i innych z 1997 oraz Ouvrarda i innych z 2000 roku. Z kolei na monofiletyzm piewików wskazują wyniki badań nad sklerytami nasady przednich skrzydeł Yoshizawy i Saigusy z 2001 roku oraz wyniki analizy molekularnej Urbana i Cryana z 2007 roku, według której piewiki jako całość są grupą siostrzaną pluskwiaków różnoskrzydłych. W przypadku wyróżniania piewików, cykadokształtnym i fulgorokształtnym nadaje się rangi infrarzędów.

## Znaczenie gospodarcze

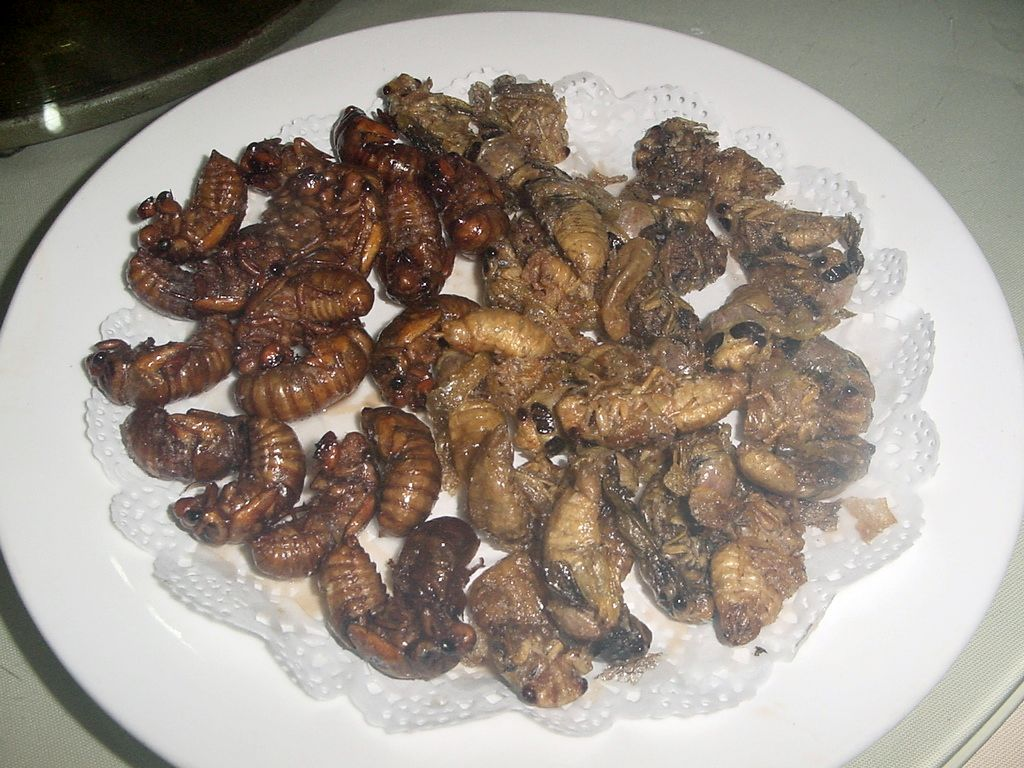
Smażone na głębokim oleju cykady Cryptotympana atrata w Szantung.

Wiele gatunków uznawanych jest za groźne szkodniki upraw np.: żerujący na lucernie, warzywach i owocach Empoasca fabae, żerujące głównie na ryżu Nilaparvata lugens i Nephotettix, żerujący na kukurydzy, sorgu i rosplenicy perłowej Peregrinus maidis czy żerujący na trzcinie cukrowej Perkinsiella saccharicida. Największe szkody w przypadku piewików wywołują przenoszone przez nie wirusy roślinne i mikoplazmy. Niektóre gatunki wykorzystuje się do biologicznego zwalczania niechcianych roślin, np. Aconophora compressa introdukowano do Australii celem zwalczania lantan. Z kolei przedstawiciele cykad są spożywane przez ludzi w niektórych rejonach świata.